# Josou Shounen Anthology Comic
Josou Shounen Anthology Comic (女装少年アンソロジーコミック Josou Shounen Ansorojii Komikku) er en japansk serie bestående af 17 manga-antologi, der blev udgivet af Ichijinsha fra 2010 til 2014. Antologierne består af one-shots og enkelte serier skrevet og tegnet af en række forskellige mangaka, og hver især med fokus på en eller drenge i pigetøj, det være sig transvestitter, som forklædning, udklædning eller nødløsning i en given situation. Typisk er de holdt i en humoristisk tone, nu og da med kærlighed blandet ind.
Seks af serierne, Kasukabe Koukou Josou-bu, Kokuhaku, Dousei Chuu, Josou Debut, Boku no Koto Suki ni Natte og Zenryoku Otome er blevet samlet i bind hhv. antologier af respektive mangaka. Hverken de eller de oprindelige antologier er oversat til andre sprog.
Udover antologierne står Ichijinsha også bag magasinet WAaI! (2010-2014) og søstermagasinet WAaI! Mahalo (2012-2014) med serier og one-shots med tilsvarende tema. Et par af serierne fra Josou Shounen Anthology Comic har fået bragt kapitler i disse. Modsat har Norio Tsukudanis serie Himegoto, der i sin tid startede i WAaI!, fået bragt ekstra kapitler i Josou Shounen Anthology Comic Princess Strawberry Group og Princess Apple Group.
Josou Shounen Anthology Comic må i øvrigt ikke forveksles med Josou Shounen Anthology (女装少年アンソロジー Josou Shounen Ansorojii), en enkeltstående antologi med samme tema udgivet af Square Enix 22. april 2009.

## Bind
Antologierne har ingen officielle numre men derimod hver deres undertitel. Nogle hjemmesider nævner dog alligevel af og til uofficielle numre for at holde styr på rækkefølgen.
Den første antologi, White Group, udkom 9. juli 2010. I de efterfølgende par år fulgte yderligere antologier typisk hver anden måned frem til den 14. antologi, Watermelon Group, der udkom 27. juli 2012. 26. januar 2013 fulgte en efternøler, Lychee Group, men herefter syntes udgivelserne umiddelbart at være gået i stå. To af serierne fra antologierne, Kasukabe Koukou Josou-bu og Kokuhaku, var på det tidspunkt allerede udgivet i egne bind, Dousei Chuu og Josou Debut blev det samtidig med udgivelsen af Lychee Group og Boku no Koto Suki ni Natte og Zenryoku Otome fulgte i maj og juli 2013. Desuden blev der i november 2013 udgivet en antologi med mangakaen Nariyuki Hazumi, der havde fået bragt flere one-shots i de oprindelige antologier. For den oprindelige antologi-series vedkommende skete der derimod ikke noget, før Ichijinsha annoncerede udgivelsen af en 16. antologi, Princess Strawberry Group, der udkom 27. juni 2014. Endnu en antologi, Princess Apple Group, fulgte 2. august 2014 som den sidste i serien.
| Bind | Titel | Udgivet i Japan    | Japansk ISBN-nummer    |
| ---- | --- | ------------------ | ---------------------- |
| 1    | Josou Shounen Anthology Comic White Group (女装少年アンソロジーコミック 白組 Josou Shounen Ansorojii Komikku Shiro Kumi)                             | 9. juli 2010       | ISBN 978-4-7580-6204-6 |
|      | |                    |                        |
| 2    | Josou Shounen Anthology Comic Peach Group (女装少年アンソロジーコミック 桃組 Josou Shounen Ansorojii Komikku Momo Kumi)                              | 24. juli 2010      | ISBN 978-4-7580-6209-1 |
|      | |                    |                        |
| 3    | Josou Shounen Anthology Comic Princess Group (女装少年アンソロジーコミック 姫組 Josou Shounen Ansorojii Komikku Hime Kumi)                           | 27. november 2010  | ISBN 978-4-7580-6223-7 |
|      | |                    |                        |
| 4    | Josou Shounen Anthology Comic Blue Group (女装少年アンソロジーコミック 蒼組 Josou Shounen Ansorojii Komikku Ao Kumi)                                 | 27. december 2010  | ISBN 978-4-7580-6230-5 |
|      | |                    |                        |
| 5    | Josou Shounen Anthology Comic Red Group (女装少年アンソロジーコミック 紅組 Josou Shounen Ansorojii Komikku Aka Kumi)                                 | 26. februar 2011   | ISBN 978-4-7580-6241-1 |
|      | |                    |                        |
| 6    | Josou Shounen Anthology Comic Cherry Group (女装少年アンソロジーコミック 桜組 Josou Shounen Ansorojii Komikku Sakura Kumi)                           | 27. april 2011     | ISBN 978-4-7580-6245-9 |
|      | |                    |                        |
| 7    | Josou Shounen Anthology Comic Plum Group (女装少年アンソロジーコミック すもも組 Josou Shounen Ansorojii Komikku Sumomo Kumi)                         | 27. juni 2011      | ISBN 978-4-7580-6260-2 |
|      | |                    |                        |
| 8    | Josou Shounen Anthology Comic Melon Group (女装少年アンソロジーコミック めろん組 Josou Shounen Ansorojii Komikku Meron Kumi)                         | 27. juli 2011      | ISBN 978-4-7580-6267-1 |
|      | |                    |                        |
| 9    | Josou Shounen Anthology Comic Apple Group (女装少年アンソロジーコミック りんご組 Josou Shounen Ansorojii Komikku Ringo Kumi)                         | 27. september 2011 | ISBN 978-4-7580-6280-0 |
|      | |                    |                        |
| 10   | Josou Shounen Anthology Comic Satsuma Group (女装少年アンソロジーコミックみかん組 Josou Shounen Ansorojii Komikku Mikan Kumi)                        | 26. november 2011  | ISBN 978-4-7580-6285-5 |
|      | |                    |                        |
| 11   | Josou Shounen Anthology Comic Grape Group (女装少年アンソロジーコミックぶどう組 Josou Shounen Ansorojii Komikku Budou Kumi)                          | 27. januar 2012    | ISBN 978-4-7580-6297-8 |
|      | |                    |                        |
| 12   | Josou Shounen Anthology Comic Banana Group (女装少年アンソロジーコミック ばなな組 Josou Shounen Ansorojii Komikku Banana Kumi)                       | 27. marts 2012     | ISBN 978-4-7580-6300-5 |
|      | |                    |                        |
| 13   | Josou Shounen Anthology Comic Plum Group (女装少年アンソロジーコミック ぷらむ組 Josou Shounen Ansorojii Komikku Puramu Kumi)                         | 26. maj 2012       | ISBN 978-4-7580-6311-1 |
|      | |                    |                        |
| 14   | Josou Shounen Anthology Comic Watermelon Group (女装少年アンソロジーコミック すいか組 Josou Shounen Ansorojii Komikku Suika Kumi)                    | 27. juli 2012      | ISBN 978-4-7580-6330-2 |
|      | |                    |                        |
| 15   | Josou Shounen Anthology Comic Lychee Group (女装少年アンソロジーコミック らいち組 Josou Shounen Ansorojii Komikku Raichi Kumi)                       | 26. januar 2013    | ISBN 978-4-7580-6366-1 |
|      | |                    |                        |
| 16   | Josou Shounen Anthology Comic Princess Strawberry Group (女装少年アンソロジーコミック ひめイチゴ組 Josou Shounen Ansorojii Komikku Hime Ichigo Kumi) | 27. juni 2014      | ISBN 978-4-7580-6454-5 |
|      | |                    |                        |
| 17   | Josou Shounen Anthology Comic Princess Apple Group (女装少年アンソロジーコミック ひめリンゴ組 Josou Shounen Ansorojii Komikku Hime Ringo Kumi)       | 2. august 2014     | ISBN 978-4-7580-6469-9 |
|      | |                    |                        |

## Serier
Det meste af antologierne består af one-shots, men der udviklede sig dog også flere serier, der optrådte med uregelmæssige mellemrum. Nedenfor er omtalt serier, der har optrådt mindst tre gange.

### Boku no Koto Suki ni Natte
Originaltitel: ボクのことスキになって (Boku no Koto Suki ni Natte) – Mangaka: Naya Minadori – Kapitler: 3
Hirokazu Kohama opdager tilfældigvis, at skolepigen Tsubasa er en dreng. Tsubasa har en lidt underlig tankegang, hvor han først prøver at finde Hirokazus svaghed og dernæst prøver at få ham til at falde for sig til Hirokazus konstante frustration.
| Bind | Titel                                                                          | Udgivet i Japan | Japansk ISBN-nummer    |
| ---- | ------------------------------------------------------------------------------ | --------------- | ---------------------- |
| -    | Boku no Koto Suki ni Natte (ボクのことスキになって Boku no Koto Suki ni Natte) | 27. maj 2013    | ISBN 978-4-7580-6379-1 |
|      |                                                                                |                 |                        |

### Dousei Chuu!!
Originaltitel: 同棲ちゅう!! (Dousei Chuu!!) - Mangaka: Benny's - Kapitler: 3 + 1 i WAaI!
Drengen Shinya får til opgave at tage sig af sine yngre fætre Tsubasa og Subaru Fujisaki, mens deres forældre er udenlands, men til hans store overraskelse, er de begge klædt som piger. Det viser sig at Tsubasa er bange for fremmede, men det hjælper øjensynligt, hvis han er klædt som pige, om end han er en kende temperamentsfuld. Den energiske Subaru gør det til gengæld, fordi det klæder ham, og er fuldt bevidst om hvor sød han ser ud.
| Bind | Titel | Udgivet i Japan | Japansk ISBN-nummer    |
| ---- | --- | --------------- | ---------------------- |
| -    | Dousei Chuu!! BENNY'S Josou Shounen Anthology (同棲ちゅう!! BENNY'S女装少年アンソロジー作品集 Dousei Chuu!! BENNY'S Josou Shounen Ansorojii Sakuhinshuu) | 26. januar 2013 | ISBN 978-4-7580-6351-7 |
|      | |                 |                        |

### Josou Debut
Originaltitel: 女装デビュー (Josou Debyuu, Crossdress Debut) – Mangaka: Emiri – Kapitler: 8
Natsukawa får et mindre chok, da hans barndomsven Haruno på dagen, hvor de starter i gymnasiet, annoncerer, at han vil gøre sin crossdressing debut. Men Haruno vil ikke bare nøjes med at gå i pigeuniform, han vil også have et forhold til Natsukawa.
Oprindelig hed serien Josou Debut (女装デビュー Josou Debyuu), men for kapitlet, der blev bragt i bind 15, Lychee Group, og i seriens egen udgivelse som bind benyttes titlen Haruno and Natsukawa (春野と夏川 Haruno to Natsukawa)
| Bind | Titel | Udgivet i Japan | Japansk ISBN-nummer    |
| ---- | --- | --------------- | ---------------------- |
| -    | Haruno and Natsukawa Josou Shounen Anthology (春野と夏川。 エミリ女装少年アンソロジー作品集 Haruno to Natsukawa Josou Shounen Ansorojii Sakuhinshuu) | 26. januar 2013 | ISBN 978-4-7580-6365-4 |
|      | |                 |                        |

### Kasukabe Koukou Josou-bu
Originaltitel: 春日部高校女装部 (Kasukabe Koukou Josou-bu, Kasukabe Gymnasiums crossdress-klub) – Mangaka: Sakuya Yuuki – Kapitler: 4 + 1 i WAaI! Mahalo
Den entusiastiske Minato Kusakabe, den trætte og lidt modvillige Akira Komukai og den søde junior Hikaru Ayase udgør skolens crossdressing-klub. Deres mål er at blive sødere end rigtige piger, men i første omgang gælder det om at nå op på de krævede fem medlemmer. Den høflige Flanelle Yukino melder sig frivilligt, men der mangler stadig en. Imens har elevrådsformanden Kaoru Sakon intet til overs for klubben, men opdagelse af hans hemmelighed og et nærmere bekendtskab med klubben ændrer det forhold.
I modsætning til de andre serier og one-shots benytter denne serie en blanding af traditionel manga og yonkoma (firebilledestriber).
| Bind | Titel | Udgivet i Japan | Japansk ISBN-nummer    |
| --- | --- | --------------- | ---------------------- |
| - | Kasugano Koukou Josou-bu Sakuya Yuuki Josou Shounen Anthology (春日野高校女装部 結城さくや女装少年アンソロジー作品集 Kasugano Koukou Josou-bu Sakuya Yuuki Josou Shounen Ansorojii Sakuhinshuu) | 27. juni 2012   | ISBN 978-4-7580-6321-0 |
| - Kasukabe Koukou Josou-bu - De fire kapitler fra Josou Shounen Antholy Comic Red Group, Cherry Group, Plum Group og Apple Group, dvs. antologi nr. 5, 6, 7 og 9, samt et femte kapitel fra WAaI! Mahalo nr. 1. - Boku to Senpai no Manken Katsudou Roku (ボクと先輩の漫研活動録), omtrent Kopi af min og senpais mangaklubaktiviteter, en one-shot fra Josou Shounen Antholy Comic Blue Group, dvs. antologi nr. 4. Drengen Tachibana er medlem af en mangaklub, fordi han er lun på formanden Nagisa Shirakaba. Men tilfældig opdager han, at hun er vild med situationer, hvor drenge bliver tvunget i pigetøj og udsat for vold. Og desværre for Tachibana har hun i sinde at omsætte sine fantasier i praksis. - Ore Manashi de sensei ga hentai sakka nanda kedo nani ka shitsumon aru?, en historie i to afsnit fra Kousoku Shoujo Anthology Comic. Manden Niito Kousuke er assistent for den kvindelige mangaka Ork Osanai, der er vild med bondage. I modsætning til de øvrige historier har denne intet med crossdressing eller lignende at gøre. | |                 |                        |

### Kokuhaku
Originaltitel: 告白 (Kokuhaku, Kærlighedserklæring) – Mangaka: Anri Sakano – Kapitler: 8
Den ikke særligt maskuline Arai forelskede sig i den flotte pige Ono på den første dag i gymnasiet og fortæller sin formand i håndarbejdsklubben, at han vil overrække et kærestebrev. Formanden synes dog, at han bør gøre studier først – som pige. Ono viser sig imidlertid at være en dreng, som ydermere falder komplet for ”Catherine”. Forholdene i klubben bliver dog mere komplicerede, da den barske Haruto Kusano hemmeligt forelsker sig i de to piger og med formandens mellemkomst bliver den tredje flotte ”pige” i klubben.
I efterordet til bindet fortalte Anri Sakano, hvordan det første tilbud om at bidrage til en antologi blev modtaget med begejstring men regnede i øvrigt med kun at bidrage denne ene gang. Men antologierne blev ved med at komme, og efterhånden begyndte det at blive lige lovlig meget for Sakano, der gang på gang sad fast med historien. Hachimitsu Scans betegnede dog serien som en af deres favoritter i antologierne og som en fin lille serie.
| Bind | Titel | Udgivet i Japan | Japansk ISBN-nummer    |
| --- | --- | --------------- | ---------------------- |
| - | Hatsu Kokuhaku Sakano Anri Josou Shounen Anthology (初告白。坂野杏梨女装少年アンソロジー作品集 Hatsu Kokuhaku Sakano Anri Josou Shounen Ansorojii Sakuhinshuu) | 27. juni 2012   | ISBN 978-4-7580-6204-6 |
| Indeholder de otte kapitler fra Josou Shounen Antholy Comic Peach Group, Blue Group, Cherry Group, Plum Group, Apple Group, Satsuma Group, Plum Group og Watermelon Group, dvs. antologi nr. 2, 4, 6, 7, 9, 10, 13 og 14. Desuden er der en lille afsluttende original historie, hvor Arai og Ono er på date. Note: I modsætning til den oprindelige udgivelse i Josou Shounen Anthology Comic, hvor serien blot hed Kokuhaku, hedder dets eget bind Hatsu Kokuhaku (Første kærlighedserklæring). | |                 |                        |

### Zenryoku Otome
Originaltitel: 全力乙女 (Zenryoku Otome, Pige af al kraft) – Mangaka: CuteG – Kapitler: 5
Mellemskoleeleven Nozomu tager til byen som pige, men i toget er han lige ved at blive seksuelt udnyttet af en midaldrende mand. Gymnasieeleven Shuuji redder ham dog i tide, og de tilbringer noget tid sammen, der dog ender noget akavet, da Shuuji opdager Nozomus hemmelighed. Senere vil tilfældet dog, at Nozomus barndomsveninde Hana beder ham om at hjælpe til i familiens maid café – som tjenestepige. Og hvem kommer som gæst der andre end Shuuji…
| Bind | Titel                                    | Udgivet i Japan | Japansk ISBN-nummer    |
| ---- | ---------------------------------------- | --------------- | ---------------------- |
| -    | Zenryoku Otome (全力乙女 Zenryoku Otome) | 27. juli 2013   | ISBN 978-4-7580-6391-3 |
|      |                                          |                 |                        |